# Columna de les serps

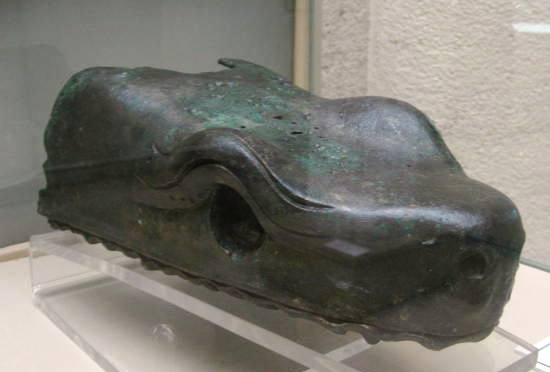
En l'actualitat, part d'un dels caps es troba al Museu arqueològic d'Istanbul.

La Columna de les Serps (turc: Yilanli Sütun), també coneguda com la Columna Serpentina, el Trípode de Delfos o el Trípode de Platea, és una antiga columna de bronze situada en l'Hipòdrom de Constantinoble, conegut com a «plaça dels cavalls» - Atmeydanı - durant el període otomà. Actualment el lloc és conegut com la «Plaça Sultà Ahmet» d'Istanbul, Turquia. La columna, que forma part d'un trípode de sacrificis de l'antiga Grècia, originàriament es trobava a Delfos i va ser traslladada a Constantinoble per Constantí I el Gran l'any 324. La columna, de vuit metres d'alt, comptava amb tres caps de serps que van romandre intactes fins a finalitats del segle xvii. Una d'elles s'exhibeix actualment a les rodalies, en el Museu arqueològic d'Istanbul.

## Història

### Procedència
La Columna de les Serps és un dels tres objectes de la Grècia i Roma antigues (el seu origen es remunta a fa uns 2.480 anys) que s'esmenten més extensament en la literatura i que encara perduren en l'actualitat. Juntament amb el trípode i el bol d'or originals (tots dos desapareguts fa temps), formava part d'un trofeu o ofrena dedicats a Apol·lo a Delfos. Aquesta ofrena es va realitzar en la primavera de l'any 478 aC, diversos mesos després de la derrota de l'exèrcit aquemènida a la batalla de Platea (agost de 479 aC) a les mans de les ciutats estat gregues, que s'havien aliat per repel·lir la invasió persa a la Grècia continental.
Entre els escriptors antics que fan al·lusió a la Columna es pot trobar a Heròdot, Tucídides, el pseudo-Demòstenes, Diodor Sicília, Pausànies, Corneli Nepot i Plutarc. Ja en la modernitat, Edward Gibbon va descriure el trasllat de la columna per part de l'emperador Constantí a la seva nova capital, Constantinoble; per a aquest relat, Gibbon cita el testimoniatge dels historiadors romans d'Orient Zòsim, Eusebi, Sòcrates Escolàstic i Hèrmies Sozòmen.

### Batalla de Platea
La invasió persa a Grècia va començar l'any 480 a. C., sota el comandament de Xerxes I. L'expedició, que combinava unitats terrestres i marítimes, era per Xerxes un assumpte pendent després de la derrota de l'exèrcit que havia enviat el seu pare, Daríos I, a la batalla de Marató (490 a. C.) davant els atenencs. La nova expedició tenia dos objectius: forçar la submissió de les ciutats estat de la Grècia continental que es neguessin a lliurar un tribut simbòlic de «la terra i l'aigua» a l'emperador persa, i castigar els qui havien recolzat als grecs jonis en la revolta contra els perses, liderada per Aristàgores de Milet. Això posava en el punt de mira principalment a les ciutats d'Atenes i Erètria).
Després del triomf sobre els grecs a les Termòpiles i la retirada per part dels mateixos a Artemisio (agost de 480 a. C.), l'estratègia dels aliats grecs es trobava en runes. Gens podia evitar que els perses avancessin, prenguessin i saquegessin Atenes. Només l'etrateg (general) d'atenès Temístocles, amb la seva brillant planificació i acompliment per evacuar als habitants d'Atenes a la illa de Salamina, les seves estratagemes per convèncer a les ciutats del peloponès resistents que s'enfrontessin als seus enemics en una batalla naval a l'estret de Salamina, en comptes de retrocedir a l'Istme, i la seva astúcia per aconseguir que Xerxes ataqués a la flota grega en l'estret (setembre de 480 a. C.) van proporcionar als aliats el respir que necessitaven. Després de Salamina, Xerxes es va retirar a Sardes, però va deixar una força terrestre a la regió de Tràcia a càrrec de l'experimentat general Mardoni. Aquest, va tornar a capturar Atenes en la primavera de 479 a. C. i, davant el fracàs de les negociacions d'Alexandre I de Macedònia en nom dels perses per aconseguir la pau amb Atenes, la guerra va continuar. En assabentar-se que un exèrcit espartà s'aproximava des del Peloponès, el general persa va incendiar Atenes i va retirar les seves forces a una posició estratègica a Beòcia, al nord del riu Asopo. Els grecs, sota el comandament de Pausànies, regent d'Esparta, van prendre els terrenys elevats al sud del riu Asopo i sobre la plana de Platea, adoptant una posició defensiva. Després de diversos dies d'escaramusses i canvis en la posició dels grecs, Mardoni va llançar un atac total. El resultat de la batalla va ser una victòria decisiva de les forces espartanes. Mardoni va ser abatut durant el combat, i els perses van fugir liderats per Artabazos I, el segon al comandament del seu exèrcit.

### La importància de la batalla de Platea
Malgrat no posar fi a la guerra, les victòries gregues contemporànies a Platea i Mícala van aconseguir que l'Imperi Persa no tornés a intentar una invasió a la Grècia continental. En conseqüència, Pèrsia va exercir la seva política a través de la diplomàcia, els suborns i els enganys, fent que les ciutats estat s'enfrontessin entre si. No obstant això, gràcies a aquests triomfs, i per mitjà de la Confederació de Delos, Atenes va poder consolidar el seu poder en una florent democràcia sota el lideratge de Pèricles, fill de Xàntip.
Després de la batalla de Platea, l'últim combat corresponent a les guerres mèdiques, els grecs van construir una columna de bronze amb tres serps entrellaçades (en grec: Τρικάρηνος Όφις [serp de tres caps]), els cossos dels quals formaven la columna, per commemorar la participació de les 31 ciutats estat gregues a la batalla. Segons Heròdot, la columna de bronze es va construir utilitzant armes perses foses. Aquestes armes també s'utilitzaren per construir un trípode d'or. El monument es va dedicar íntegrament a Apol·lo i es va situar al costat de l'altar del déu a Delfos, sobre una base de pedra (un capitell romà d'Orient invertit).

## En escrits antics

### Heròdot
Després de descriure la victòria grega el 479 aC a Platea, Heròdot fa un recompte del botí aconseguit, que efectuen els hilotas (serfs espartans), els quals havien pres part a la batalla, i posteriorment registra la decisió grega de dedicar-li una ofrena a Apol·lo a Delfos:
| «                   | Un cop reunit el botí, una dècima part va ser apartada per al Déu Delfos i per acollir l'ofrena, es va fabricar el trípode daurat que s'alça sobre la serpent de tres caps mes propera a l'altar. | » |
| — Heròdot, Història | |   |

En el mateix capítol, Heròdot explica que es van efectuar altres ofrenes a Zeus a Olimpia i a Posidó en l'istme de Corint. Resulta significatiu que es donés preferència a Apol·lo a Delfos, malgrat l'ambigüitat de les respostes de l'oracle sobre el resultat de la guerra i de la sospita de medisme de Delfos.

### Tucídides i el pseudo-Demòstenes
Els passatges següents permeten la comprensió de les disputes polítiques per part del bàndol guanyador de grecs en relació amb aquest monument. Ple d'arrogància per la seva victòria a Platea i la consegüent facilitat amb la qual havia castigat als líders tebans pel seu recolzament als perses, Pausànies va ordenar una dedicatòria a la columna on se li atribuïa el triomf únicament a ell. Els esdeveniments posteriors van revelar la seva altiva ambició, ja que es trobava negociant amb els perses i amb els hilotes d'Esparta per dur a terme una rebel·lió i ocupar el càrrec de tirà amb el suport de l'Imperi Persa. Malgrat que al principi Esparta no va creure en aquesta traïció, els èfors de la ciutat finalment van descobrir que era certa, a través de l'esclau personal de Pausànies, fet que va portar a la mort del general. Tucídides descriu la sospita per part dels espartans que Pausànies, el comandant en cap de les forces gregues a Platea, es trobava proper a la traïció, i que havia acudit als perses, citant la qüestió de la Columna de les Serps com a base de tal sospita:
| «                                                | Éll [Pausànies] va donar molts motius de sospita amb el seu menyspreu cap a les lleis, la seva admiració als bàrbars i el seu descontent amb l'estat de les coses. Es va examinar la resta del seu comportament per observar si d'alguna manera s'havia desviat de les normes establertes. Llavors van recordar que, durant la qüestió del trípode de Delfos, que els grecs havien erigit amb els primers fruits de la victòria sobre els perses, éll havia decidit pel seu compte gravar un dístic en el mateix: «Després de derrotar l'exèrcit dels medes, Pausànies: comandant en cap del grecs, va erigir aquest monument a Febo». En aquella època, els lacedemonis van esborrar immediatament el dístic del trípode i gravaren els noms de les ciutats que s'havien unit contra els bàrbars i van erigir l'ofrena. | » |
| — Tucídides, Història de la Guerra del Peloponès | |   |

En el discurs Contra Neera, el pseudo-Demòstenes realitza una descripció significativament diferent dels fets. L'orador recorda la conducta de Pausànies en relació amb la Columna de les Serps, després de la derrota dels perses a la batalla de Platea:
| «                                        | Pausànies, rei dels lacedemonis, va fer que es gravés una inscripció al trípode de Delfos [que aquells grecs que havien combatut com aliats a la batalla de Platea i a l'enfrontament naval de Salamina havien construït amb el botí capturat als bàrbars, i erigit en honor d'Apolo en memòria de la seva valentia], que deia: «Després de derrotar l'exèrcit dels medes, Pausànies: comandant en cap dels grecs, va erigir aquest monument a Febo», com si l'empresa i l'ofrena fossin seves solament, i no dels aliats en conjunt. Els grecs es van enfadar i la gent de Platea va obtenir el permís per tirar endavant, en nom dels aliats, un judici contra els lacedemonis, per 1000 talents, en el Consell Anfictioni; a més, obligaren als lacedemonis a esborrar la inscripció i a gravar els noms d'aquelles ciutats que havien compartit l'empresa. | » |
| — pseudo-Demòstenes, Contra Neera, 97-98 | |   |

L'autor també argumenta que aquest judici va irritar als lacedemonis i va ser un dels principals motius perquè, 50 anys després, aquests convencessin als tebans de llançar un atac nocturn sobre Platea en 431 a. C., donant començament a la guerra del Peloponès, tal com descriu Tucídides en el segon llibre de la Història de la Guerra del Peloponès.

### Diodor e Sicília
Al segle I a. C., Diodor de Sicília va escriure que la dedicatòria personal i il·legal de Pausànies va ser reemplaçada per un dístic elegíac compost pel poeta Simònides de Ceos:
| «                                         | Els salvadors de Grècia en general van dedicar aquesta ofrena, després d'haver rescatat a les seves ciutats d'un enutjós esclavatge | » |
| — Diodor de Sícília, Biblioteca histórica | |   |

### Pausànies
Al segle ii d. C., el geògraf i historiador Pausànies va esmentar el monument en Delfos de la següent manera:
| «                                 | Els grecs, de comú acord, van dedicar sobre la base del botí adquirit a la batalla de Platea, un trípode d'or col·locat sobre un serpent de bronze. La secció de bronze de l'ofrena encara es conserva, però els líders focis no van deixar l'or, tal com van fer amb el bronze. | » |
| — Pausànies, Descripció de Grècia | |   |

El general focidi Filomel es va fer amb el tresor en 345/4 a. C. per pagar el cost dels mercenaris que van participar de la Tercera Guerra Sagrada. Aquest acte va ser considerat un sacrilegi extrem i va tenir com a conseqüència que Filip II de Macedònia expulsés a la Fòcida de la Lliga Anfictiòníca, i que se li imposés una multa de 400 talents.
Fins i tot en l'època de la visita de Pausànies, la via sagrada que portava cap al temple d'Apol·lo estava cobert a tots dos costats per monuments, estàtues i tresors que commemoraven esdeveniments importants en la història de Grècia. Segons Heròdot, la Columna de les Serps era «la més propera a l'altar». Sobre les mateixes, s'erigia una enorme estàtua d'Apol·lo en bronze i, damunt de l'arquitrau del temple, diversos escuts que celebraven el triomf dels grecs sobre els gals. Tant la base de la columna com la de l'altar, que estava dedicada als habitants de Quios, van ser trobats.
Pausànies també va identificar l'ofrena a Zeus a Olímpia i va esmentar els noms de les ciutats gravades en ella.

## En escrits moderns

### Gibbon
En la seva Història de la decadència i caiguda de l'Imperi Romà (1776-89), Edward Gibbon esmenta la Columna de les Serps en els capítols 17 (sobre la fundació de Constantinoble) i 68 (sobre l'entrada triomfal de Mehmet II, qui va conquistar la ciutat el 29 de maig de 1453):
| «                                                                         | El Circ o Hipòdrom de Constantinoble era un edifici majestuós d'uns 400 passos de llarg i 100 d'ample. L'espai entre les dues metes u objectius es trobava cobert d'estàtues i obeliscs; i no obstant això podem destacar una peça antiga molt particular: els cossos de tres serps retorçats en forma d'un pilar de metall. Els tres caps van sostenir alguna vegada el trípode d'or que, després de la derrota de Xerxes, va ser consagrat al temple d'Apol·lo a Delfos pels grecs victoriosos | » |
| — Gibbon,Historia de la decadencia y caída del Imperio Romano, Capítol 17 | |   |

| «                                                                          | A partir de la primera hora del memorable 29 de maig, els disturbis i saquejos van regnar a Constantinoble, fins a la vuitena hora del mateix dia, quan el mateix Sultà va travessar triomfant la porta de San Romà. Era assistit pels seus visirs, pachàs i guàrdies, cada un dels quals (segons un historiador romà d'Orient) era tan robust com Hàrcules, hàbil com Apol·lo, i igual en batalla a deu homes de la raça de comuns mortals. El conqueridor va mirar llargament, satisfet, i es va meravellar de l'estranya encara esplèndida aparença de les cúpules i palaus tant diferents que els de l'estil arquitectònic oriental. En l'Hipòdrom, la columna retorçada de les tres serps va atreure la seva mirada i, com a prova de la seva pròpia fortalesa, va fer miques amb el seu mall de ferro o destral de guerra una de les mandíbules inferiors dels tres monstres, que segons els turcs eren ídols o talismans de la ciutat. | » |
| — Gibbon, Historia de la decadencia y caída del Imperio Romano, Capítol 68 | |   |

### Altres fonts
L'accidentada història del monument després del seu trasllat a Constantinoble pot explicar-se a partir de diverses fonts. Segons W. W. How i J. Wells, un emperador posterior la va convertir en una font de tres boques. A partir de 1422 la van veure i van descriure diversos viatgers, i va ser derrocada en 1700, moment en què es van trencar els caps de les serps. Marcus N. Tod afirma que en 1630 es va elevar el nivell del sòl, per la qual cosa la inscripció del monument va quedar oculta.
En 1855 es va excavar la base de la columna sota la supervisió de C. T. Newton, revelant-se quinze anells de les serps que estaven enterrats i la inscripció, que comença en l'anell tretze i acaba en el tres. El missatge va ser desxifrat per C. Frick en 1856, per Fabricius en 1886, i per uns altres amb posterioritat. En l'anell tretze de la inscripció lacònica figura «Aquells els qui van fer la guerra», seguida en els anells dotze a tretze pels noms de trenta-una ciutats estat. La llista inclou vuit ciutats que Heròdot (Llibre 9.28) no esmenta com a presents a la batalla de Platea, i exclou a Pale, a Cefalonia, a la qual l'historiador sí havia inclòs. El geògraf Pausànies enumera els noms en l'ofrena a Zeus en Olimp, on s'exclouen quatre de les ciutats gravades en la Columna de les Serps. Potser això es degui a un simple descuit per part d'algun escrigui. Malgrat que els noms de les ciutats gravats a la columna no inclouen a altres esmentats per Heròdot com a partícips de la guerra, queda clar que el monument està relacionat amb les guerres mèdiques en conjunt, i no només amb la batalla de Platea. Els anells dotze i tretze van ser marcats i abonyegats per cops de sabre, la qual cosa va fer que la inscripció fos difícil de desxifrar. La dedicació que Diodor afirma va ser composta per Simònides no ha estat trobada. Un dels caps de serp, al qual li manca la mandíbula inferior, es troba en el Museu arqueològic d'Istanbul.

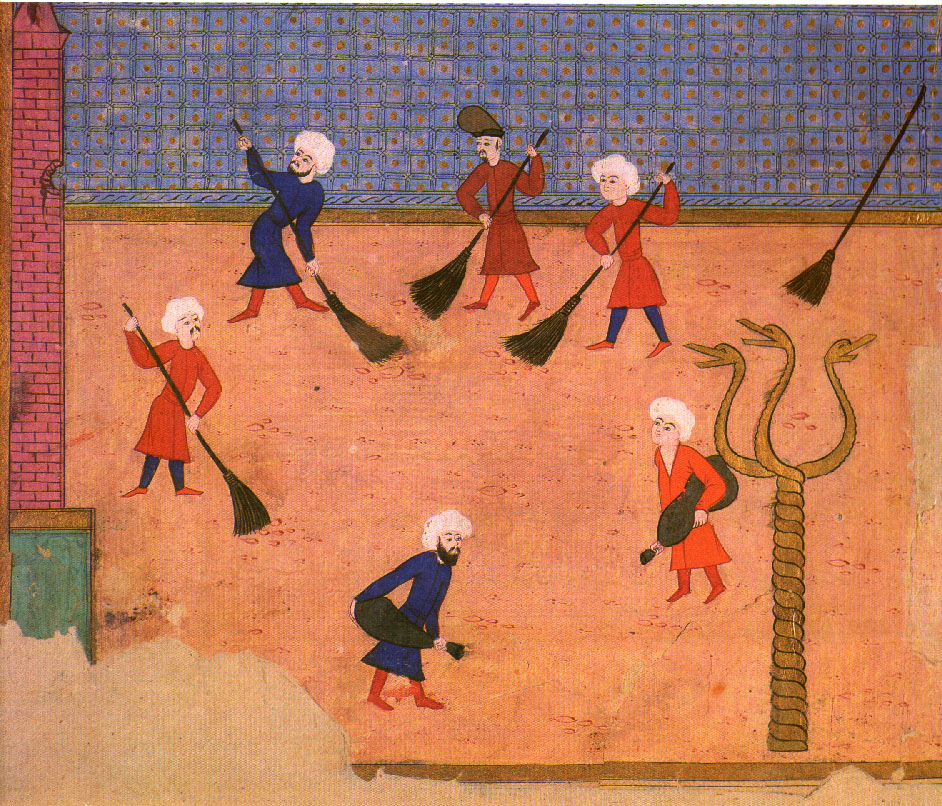
Miniatura otomana pertanyent al Surname-ı Vehbi. En la mateixa pot apreciar-se la Columna amb els seus tres caps de serp durant una celebració a l'Hipòdrom en 1582.

## Situació actual
Pausanias va assenyalar que, aproximadament un segle després, els focis van utilitzar el trípode d'or per finançar a la milícia durant la guerra sagrada que va involucrar a l'Oracle de Delfos. Constantí I va traslladar la Columna de les Serps a Constantinoble per decorar la part central de l'Hipòdrom, lloc on encara es troba avui.
La part superior de la columna estava adornada amb un bol d'or, sostingut pels tres caps. El bol va ser destruït o robat durant la Quarta Croada. Moltes miniatures otomananes mostren que els caps estaven intactes en les primeres dècades posteriors a la conquesta turca de la ciutat.
Ahmed Bican, de Gal·lípoli, va produir una petita descripció de la Columna en la seva Dürr-i Meknûn, escrit en temps de la caiguda de Constantinoble. Allí afirma que és un adorn buit, de bronze, amb serps entrellaçades, de tres caps, i que per als ciutadans era un talismà que protegia de les mossegades de serps.
De cinquanta a cent anys després de la conquesta turca de Constantinoble, es documenta que la mandíbula d'una de les serps estava perduda. Tot i la llegenda que Mehmed II, després d'ingressar a la ciutat després de conquerir-la, hauria destrossat part del monument, aquesta història és apòcrifa.
Anys més tard, a finals del segle xvii, els tres caps van ser destruïts. Novament existeix una llegenda segons la qual un noble polonès embri les hauria derrocat; no obstant això, el Nusretname (El llibre de les victòries), de Silahdar Findiklili Mehmed Aga, assenyala que els caps simplement van caure durant la nit del 20 d'octubre de 1700. Algunes parts dels caps van ser recuperades i actualment s'exhibeixen en el Museu arqueològic d'Istanbul.